# 블레이즈 (2018년 영화)
블레이즈(BLAZE)는 미국에서 제작된 에단 호크 감독의 2018년 드라마 영화이다. 앨리아 쇼캣 등이 주연으로 출연하였고 에단 호크 등이 제작에 참여하였다.

## 출연

### 주연
- 앨리아 쇼캣
- 샘 록웰
- 스티브 잔
- 와이어트 러셀
- 리처드 링클레이터
- 벤 딕키
- 찰리 섹스턴
- 조쉬 해밀턴

### 조연
- 크리스 크리스토퍼슨